# Рукавишников, Филипп Александрович
Фили́пп Алекса́ндрович Рукави́шников (род. 20 июня 1974) — российский скульптор, член Московского союза художников. Академик Российской Академии Художеств (2016).

## Биография
Родился в Москве в семье народного художника России Александра Рукавишникова. Его прадед Митрофан Рукавишников, потомок известных нижегородских купцов, был дипломантом Римской академии искусств, а дед Иулиан Митрофанович — также скульптор.
В 1983 году Филипп Рукавишников получил известность, сыграв роль Майкла Бэнкса в фильме «Мэри Поппинс, до свидания». Позднее он вёл по телевидению свою авторскую программу «Призма», но влечения к актёрскому ремеслу не испытывал, хотя его мать была балериной. Истинным призванием Филиппа стали скульптура и живопись.

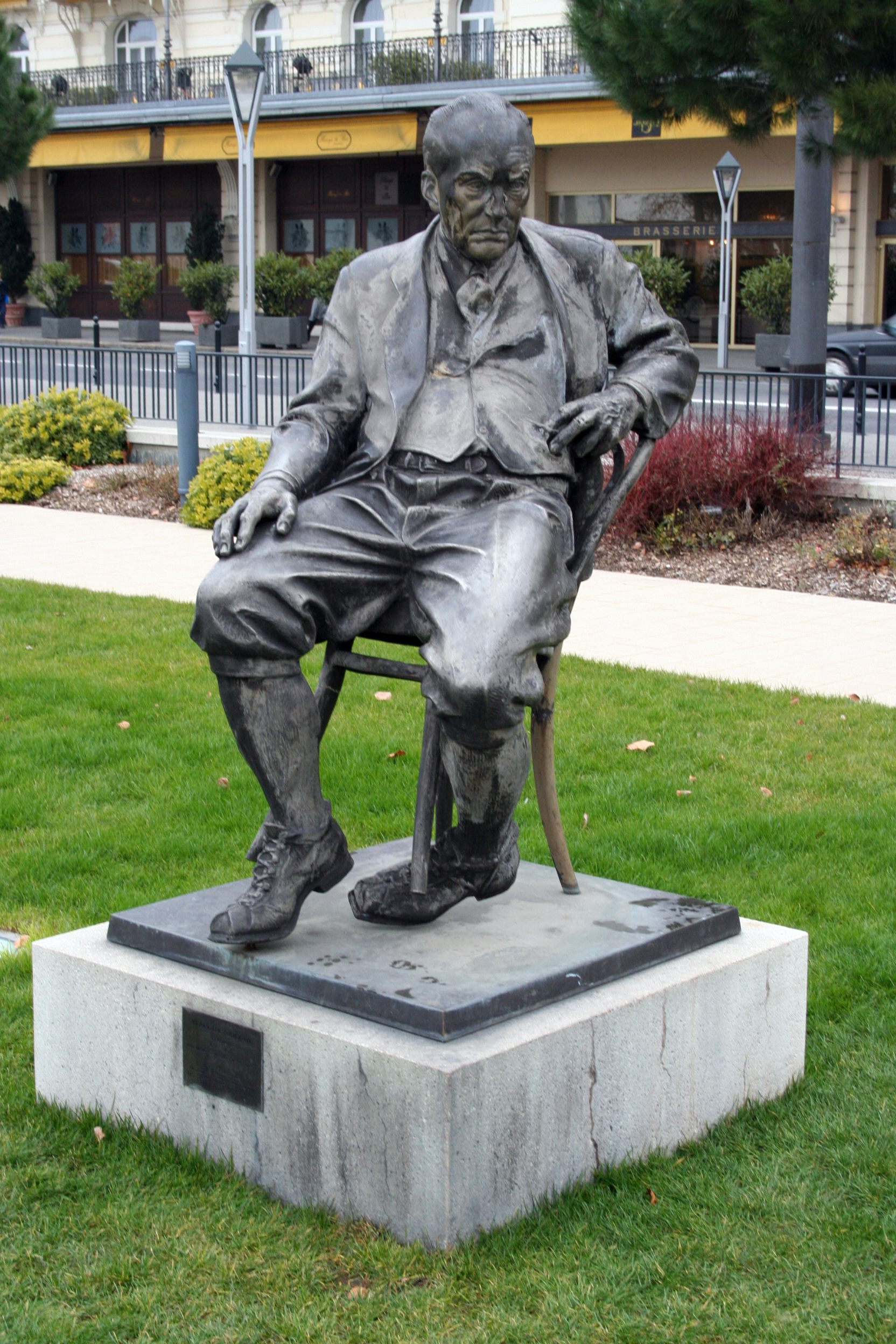
Памятник В. В. Набокову работы Александра и Филиппа Рукавишниковых

В 1997 году он окончил Московский государственный художественный институт им. В. И. Сурикова (мастерская О. К. Комова), с 1998 года является членом Московского союза художников. За время своей творческой работы был участником многих выставок, создал ряд работ, которые находятся в известных музеях. В соавторстве с отцом создал памятник Набокову в Монтрё (1999, открыт к 100-летию писателя). Создавая образ писателя, Филипп стал серьёзным знатоком его литературного наследия.
28 апреля 2006 года в Лаврушинском переулке, напротив Третьяковской галереи, был открыт фонтан, авторами которого были отец и сын Рукавишниковы. «Пусть журчание воды снимет здесь шум огромного города», — сказал Александр Иулианович.
С 25 января по 13 февраля 2011 года в Российской академии художеств Филипп Рукавишников представил свой проект «Сквозняк из прошлого» — как прозрачные вещи.
По словам искусствоведов, «Филиппу Рукавишникову свойственно глубокое знание основ ремесла, тонкий художественный вкус, виртуозное владение формой и материалом».
В 2014 году на стадионе «Спартак» (Москва) был открыт памятник братьям Старостиным работы Филиппа Рукавишникова.

## Общественная позиция
11 марта 2014 года подписал обращение деятелей культуры Российской Федерации в поддержку политики президента РФ В. В. Путина на Украине и в Крыму.